# Maëlle Poésy
Pour les articles homonymes, voir Guichard et Poésy.
Maëlle Poésy est une metteuse en scène et comédienne française, née le 15 septembre 1984 à L'Haÿ-les-Roses (Val-de-Marne).

## Biographie

### Enfance
De son vrai nom Maëlle Guichard, elle naît le 15 septembre 1984, à L'Haÿ-les-Roses (Val-de-Marne). Sa mère était professeure de français et son père, Étienne Guichard, était  acteur et directeur de la compagnie théâtrale du théâtre du Sable. Elle grandit dans les Hauts-de-Seine . Amateurs de littérature, ses parents l'emmènent très tôt au cirque, à la danse et au Théâtre du Soleil découvrir les créations d'Ariane Mnouchkine. Grandissant ensemble dans les Hauts-de-Seine, Maëlle Poésy et sa sœur ainée Clémence, qui est devenue  actrice, inventent ensemble des histoires. Elles mènent toutes les deux leurs carrières sous le nom de leur mère, Poésy, qu’elles trouvent plus joli.

### Actrice, danseuse et formation
Exerçant au théâtre depuis 1994 en tant qu'actrice, elle se forme d'abord à la danse contemporaine, notamment avec les chorégraphes Hofesh Shechter, Damien Jalet et Koen Augustijnen, avant de s'orienter définitivement vers le théâtre en rejoignant l’école supérieure d'art dramatique du théâtre national de Strasbourg en 2007, à l'âge de 22 ans.

### Débuts comme metteuse en scène
Elle effectue sa première mise en scène en 2008 en signant une adaptation de la pièce Funérailles d'hiver du dramaturge israélien Hanoch Levin,. Avec les autres élèves du théâtre national de Strasbourg ayant participé à cette première mise en scène, elle cofonde, en 2009, la compagnie Crossroad / Drôle de bizarre.
Ayant achevé ses études théâtrales en 2010, elle signe sa seconde mise en scène en 2012 en montant la première pièce de la dramaturge Marieluise Fleisser, intitulée Purgatoire à Ingolstadt. Cette création marque la première collaboration de Maëlle Poésy avec le dramaturge Kevin Keiss, lui aussi issu du théâtre national de Strasbourg, traducteur de la pièce,.
Sa collaboration avec la compagnie Crossroad / Drôle de bizarre se poursuit avec une troisième création, en 2014, dans le cadre du festival Théâtre en mai, à Dijon. La pièce, titrée Candide, si c'est ça le meilleur des mondes..., est  adaptée du Candide de Voltaire par elle-même, avec la complicité de Kevin Keiss,,.

### Confirmation comme metteuse en scène
Sollicitée par Eric Ruf, Administrateur général de la Comédie-Française, elle met en scène en 2016, au Studio-Théâtre, quatre comédiens issus de la troupe de la Comédie-Française, Gilles David, Christophe Montenez, Julie Sicard et Benjamin Lavernhe, dans l'adaptation par elle-même et Kevin Keiss de deux pièces de Anton Tchekhov : Le Chant du cygne et L'Ours.
En 2016, Maëlle Poésy signe la mise en scène d'une pièce du dramaturge Kevin Keiss, titrée Ceux qui errent ne se trompent pas. Écrit pour six comédiens et inspiré du roman La Lucidité de l'écrivain portugais José Saramago, ce texte aborde la question de la démocratie au travers du vote blanc de 83 % de la population de la capitale d'un pays imaginaire,,. Créée à l’Espace des Arts de Chalon-sur-Saône et présentée ensuite à l'occasion du festival Théâtre en mai de Dijon, la pièce est programmée la même année lors de la 70e édition du Festival d'Avignon, et part ensuite en tournée.
Le 20 juin 2016, Maëlle Poésy est récompensée du prix Jean-Jacques-Lerrant de la révélation théâtrale de l'année 2016, décerné par l'Association Professionnelle de la Critique de Théâtre, de Musique et de Danse,.
Elle s’attelle ensuite à la mise en scène de l'opéra Orphée et Eurydice, présenté en janvier 2017 à Dijon,. En avril 2017, elle met en scène le texte Dissection d'une chute de neige de Sara Stridsberg dans une traduction de Marianne Ségol-Samoy , et en octobre de la même année, elle dévoile la mise en scène d'un texte de Julie Ménard, Inoxydables présentée au Théâtre Dijon-Bourgogne,.
En février 2018, elle fait partie des 130 personnalités qui s'engagent auprès de la Fondation des femmes contre les violences sexuelles.
En 2019, elle présente une mise en scène de Sous d’autres cieux, une adaptation de l'Énéide par Kevin Keiss, dans le cadre du Festival d'Avignon.
En 2023, elle co-écrit avec Kevin Keiss la pièce de théâtre Cosmos dont elle est la metteuse en scène. La pièce, qui raconte l’histoire du groupe de femmes des Mercury 13, est d’abord  jouée au Grand Théâtre de Dijon puis est jouée au théâtre Gérard-Philipe de Saint-Denis en janvier 2024 et sera aussi jouée à Strasbourg en avril 2024,.

### Théâtre Dijon-Bourgogne
En juillet 2021, elle est nommée par le Ministère de la culture comme Directrice du théâtre Dijon-Bourgogne. Elle prend ses fonctions le 1er septembre 2021. En septembre de la même année, elle présente au théâtre du Vieux-Colombier une mise en scène de 7 minutes du dramaturge italien Stefano Massini pour laquelle elle collabore avec sept comédiennes issues de la troupe de la Comédie-Française et quatre comédiennes extérieures à la Troupe.

## Mise en scène

### Théâtre
- 2008 : Funérailles d'hiver de Hanoch Levin
- 2012 : Purgatoire à Ingolstadt de Marieluise Fleisser, Espace des Arts de Chalon-sur-Saône
- 2014 : Candide, si c'est ça le meilleur des mondes... adaptée de Candide de Voltaire par Kevin Keiss et Maëlle Poésy, écriture Kevin Keiss, festival Théâtre en mai à Dijon
- 2016 : Le Chant du cygne et L'Ours de Anton Tchekhov, adaptées par Kevin Keiss et Maëlle Poésy, Studio-Théâtre de la Comédie-Française
- 2016 : Ceux qui errent ne se trompent pas de Kevin Keiss, Espace des Arts de Chalon-sur-Saône
- 2017 : Dissection d'une chute de neige de Sara Stridsberg, Institut Méditerranéen des Métiers du Spectacle
- 2017 : Inoxydables de Julie Ménard, Théâtre Dijon-Bourgogne
- 2019 : Sous d’autres cieux adaptée de l'Énéide de Virgile par Kevin Keiss, Festival d'Avignon
- 2021 : 7 minutes de Stefano Massini, théâtre du Vieux-Colombier
- 2023 / 2024 : Cosmos, qu’elle a co-écrit avec Kévin Keiss et dont elle est la metteuse en scène. La pièce retrace l’histoire du groupe de femmes des Mercury 13[24],[25].

### Opéra
- 2017 : Orphée et Eurydice de Christoph Willibald Gluck, direction musicale Iñaki Encina Oyón, Auditorium de Dijon

## Filmographie

### Cinéma
- 2006 : Les Aiguilles rouges de Jean-François Davy : Isabelle
- 2011 : Tous les soleils de Philippe Claudel : Evelyne
- 2018 : The Great Pretender de Nathan Silver : Mona
- 2024 : Jouer avec le feu de  Delphine Coulin et Muriel Coulin : l'avocate de Fus

### Courts métrages
- 2000 : Les voisins de Monsieur Blanchot de Lucie Phan
- 2007 : Baïnes de Salomé Stévenin : Maya

### Télévision
- 2001 : Avocats et Associés (1 épisode : Présumé coupable) : Virginie
- 2002 : Les Enquêtes d'Éloïse Rome (1 épisode : Inséparables) : Éloïse adolescente
- 2004 : Penn sardines de Marc Rivière : Vonnick
- 2011 : Les Enquêtes du commissaire Laviolette (1 épisode : Le Tombeau d'Hélios) : Léa Lafaurie

## Distinctions
- Prix du Syndicat de la critique 2016 : Prix Jean-Jacques-Lerrant de la révélation théâtrale pour Candide, si c'est ça le meilleur des mondes, Le Chant du cygne et L'Ours